# Jeff Hephner
Jeffrey Lane 'Jeff' Hephner (Madison Heights (Michigan), 22 juni 1975) is een Amerikaans acteur.

## Biografie
Hephner werd geboren in Madison Heights (Michigan) en groeide op in een klein dorpje vlak bij Adrian. Hij doorliep de high school aan de Sand Creek High School aldaar, waar hij actief was met basketbal en honkbal. Hierna ging hij studeren aan de Calvin College in Grand Rapids en aan de Ferris State University in Big Rapids.
Hephner is getrouwd en heeft hieruit drie kinderen.

## Filmografie

### Films
Uitgezonderd korte films.
- 2023 Oppenheimer - als congreslid
- 2021 The Shuroo Process - als Adrian
- 2019 Love Takes Flight - als Charley Allen
- 2018 The Pages - als Adrian
- 2018 Peppermint - als Chris North
- 2014 Interstellar - als dokter
- 2013 Free Ride – als Bossman
- 2010 The 19th Wife – als Hiram
- 2008 Shoot First and Pray You Live (Because Luck Has Nothing to Do with It) – als Red Pierre
- 2006 The Water Is Wide – als Pat Conroy
- 2006 Capitol Law – als Jason
- 2006 The Wedding Album – als Jake
- 2002 Maid in Manhattan – als Harold
- 2002 The Outlands – als Adam
- 2000 Tigerland – als McManus

### Televisieseries
Uitgezonderd eenmalige gastrollen.
- 2024 Eric - als Costello - 6 afl.
- 2021-2023 Power Book II: Ghost - als rechercheur Kevin Whitman - 11 afl.
- 2021-2022 For All Mankind - als Sam Cleveland - 4 afl.
- 2021 Our Kind of People - als Jack Harmon - 3 afl.
- 2019-2020 Almost Family - als Nick Cameron - 5 afl.
- 2018 Mars - als Kurt Hurrelle - 6 afl.
- 2016-2017 Chicago Med - als Jeff Clarke - 16 afl.
- 2013-2017 Chicago Fire - als Jeff Clarke - 20 afl.
- 2016 Code Black - als Ed Harbert - 5 afl.
- 2015 Agent X - als John Case - 10 afl.
- 2013 King & Maxwell – als Brady Ritter – 2 afl.
- 2011-2012 Boss – als Ben Zajac – 18 afl.
- 2010-2011 Hellcats – als Red Raymond – 15 afl.
- 2009 Mercy – als Pete Boswick – 4 afl.
- 2008-2009 Easy Money – als Morgan Stanley Buffkin – 8 afl.
- 2005-2006 The O.C. – als Matt Ramsey – 13 afl.
- 2004 The Jury – als Keenan O'Brien – 1 afl.

- International Standard Name Identifier: 0000 0001 0045 3577
- Library of Congress Control Number: no2010113796
- Virtual International Authority File: 16149366402385602823